# Ceratina piracicabana
Ceratina piracicabana là một loài Hymenoptera trong họ Apidae. Loài này được Schrottky mô tả khoa học năm 1911.